# Whiteite-(CaFeMg)
La whiteite-(CaFeMg) è un minerale appartenente al gruppo della jahnsite.